# 非是非非
《非是非非》是一本以小说故事的写作方式来讲述古今中外悖论故事的文学作品，其简体中文版的副标题是“世界经典趣味悖论”。
简体中文版出版于2004年11月，由贝塔斯曼中国出版公司（现已撤离中国）策划，辽宁教育出版社出版，在2004年底至2005年初期间，长期居于贝塔斯曼读书会销售榜首，成为社科普及读物的一大畅销书，于2008年由新世界出版社再版。2007年在台湾繁体版中副标题改为“逻辑奇幻之旅”，概因此书原本即按数理逻辑的思路展开对悖论的分析。在2005年第7期的《科苑》杂志上有一篇书评人马铭阳的书评文章《平淡如水的启示－－逻辑的影子》就是从逻辑的角度来加以介绍，并强调“这个时代记住了太多并不值得记忆的东西，同样也遗忘了很多不该被忘记的”，而此书因为讲述具有很强的思维趣味的悖论而让大家“记起一个不该遗忘的东西－－思考”。与台湾版同年，即2007年此书又被翻译为韩文版出版。

## 内容介绍
书中以第一人称视角“我”在一年公司休假期间带着两个侄女出外旅行开始，随后展开了一系列不可思议的奇幻旅程。到了莫名其妙的奇怪岛屿，进入一个奇特的城堡，历经时光穿梭，交织着时间的轮回，主人公一次次陷入“悖论”之中……